# Rio Boiniţa
O Rio Boiniţa é um rio da Romênia afluente do Rio Nera, localizado no distrito de Caraş-Severin.